# Categoría Primera A 2010
Die Categoría Primera A 2010 war eine aus Apertura und Finalización bestehende Spielzeit der höchsten kolumbianischen Spielklasse im Fußball der Herren. Die Apertura war die einundsiebzigste und die Finalización die zweiundsiebzigste Austragung der kolumbianischen Meisterschaft. Aufsteiger war Cortuluá.
Meister der Apertura wurde Junior (sechster Titel) und Meister der Finalización wurde Once Caldas (vierter Titel). Direkter Absteiger war Cortuluá, während Envigado FC die Relegation spielen musste und diese gegen Deportivo Pasto gewann.

## Modus
Es wurden zwei Meister ermittelt, einer für jede Halbserie. Jeder Halbserienmeister  war automatisch für die Copa Libertadores qualifiziert. Ein dritter Platz wurde an den Verein vergeben, der nach der Zusammenzählung aller Punkte und Tore der Phasen 1 und 2 der ersten und der zweiten Halbserienmeisterschaft am höchsten stand. Sollte ein Verein beide Halbserienmeisterschaften gewinnen, so würde der zweite Teilnehmer an der Libertadores nach demselben Verfahren ausgewählt wie der dritte Teilnehmer. Zwei Teilnehmer an der Copa Sudamericana wurden nach demselben Schema ermittelt wie der dritte Libertadores-Teilnehmer: die zwei Vereine, die in der Gesamtjahreswertung hinter diesem standen, waren qualifiziert. Ein dritter Verein wurde durch den Pokalwettbewerb bestimmt.
Ein direkter Absteiger in die Categoría Primera B wurde durch eine gesonderte Abstiegstabelle bestimmt, die aus dem Durchschnitt der vergangenen drei Spielzeiten ermittelt wurde. Der Zweitletzte spielte eine Relegation gegen den Zweiten der zweiten Liga.

## Teilnehmer
Die folgenden Vereine nahmen an den beiden Halbserien der Spielzeit 2010, Apertura und Finalización teil.
| Mannschaft             | Stadt           | Departamento              | Stadion                               | erste Saison in der Primera A |
| ---------------------- | --------------- | ------------------------- | ------------------------------------- | ----------------------------- |
| América de Cali        | Cali Tuluá      | Valle del Cauca           | Pascual Guerrero Doce de Octubre      | 1948                          |
| Atlético Huila         | Neiva           | Huila                     | Guillermo Plazas Alcid                | 1993                          |
| Atlético Nacional      | Medellín        | Antioquia                 | Atanasio Girardot                     | 1948                          |
| Boyacá Chicó           | Tunja           | Boyacá                    | La Independencia                      | 2004                          |
| Cortuluá               | Tuluá           | Valle del Cauca           | Doce de Octubre                       | 1994                          |
| Cúcuta Deportivo       | Cúcuta          | Norte de Santander        | General Santander                     | 1950                          |
| Deportes Quindío       | Armenia         | Quindío                   | Centenario                            | 1952                          |
| Deportes Tolima        | Ibagué          | Tolima                    | Manuel Murillo Toro                   | 1955                          |
| Deportivo Cali         | Cali Palmira    | Valle del Cauca           | Pascual Guerrero Deportivo Cali       | 1948                          |
| Deportivo Pereira      | Pereira Cartago | Risaralda Valle del Cauca | Hernán Ramírez Villegas Alfonso López | 1949                          |
| Envigado FC            | Envigado        | Antioquia                 | Polideportivo Sur                     | 1992                          |
| Independiente Medellín | Medellín        | Antioquia                 | Atanasio Girardot                     | 1948                          |
| Junior                 | Barranquilla    | Atlántico                 | Metropolitano Roberto Meléndez        | 1948                          |
| La Equidad             | Bogotá D.C.     | Bogotá                    | Metropolitano de Techo                | 2007                          |
| Millonarios            | Bogotá D.C.     | Bogotá                    | El Campín                             | 1948                          |
| Once Caldas            | Manizales       | Caldas                    | Palogrande                            | 1948                          |
| Real Cartagena         | Cartagena       | Bolívar                   | Jaime Morón León                      | 1971                          |
| Santa Fe               | Bogotá D.C.     | Bogotá                    | El Campín                             | 1948                          |

## Apertura
In der ersten Phase spielten alle 18 Mannschaften im Ligamodus einmal gegeneinander, zusätzlich gab es einen Spieltag mit Clásicos, an dem Spiele mit Derby-Charakter ausgetragen wurden. Die ersten vier Mannschaften qualifizierten sich für das Halbfinale, auf das das Finale folgte.

### Ligaphase

#### Tabelle
| Pl. | Verein                     | Sp. | S  | U | N  | Tore    | Diff. | Punkte |
| --- | -------------------------- | --- | -- | - | -- | ------- | ----- | ------ |
| 1.  | Deportes Tolima            | 18  | 10 | 4 | 4  | 036:220 | +14   | 34     |
| 2.  | Independiente Medellín (M) | 18  | 9  | 6 | 3  | 029:170 | +12   | 33     |
| 3.  | Junior                     | 18  | 9  | 5 | 4  | 028:170 | +11   | 32     |
| 4.  | La Equidad                 | 18  | 9  | 4 | 5  | 029:250 | +4    | 31     |
| 5.  | Deportivo Cali             | 18  | 9  | 3 | 6  | 028:200 | +8    | 30     |
| 6.  | Santa Fe (P)               | 18  | 9  | 3 | 6  | 025:230 | +2    | 30     |
| 7.  | Boyacá Chicó               | 18  | 8  | 5 | 5  | 025:240 | +1    | 29     |
| 8.  | Atlético Nacional          | 18  | 9  | 1 | 8  | 028:240 | +4    | 28     |
| 9.  | Real Cartagena             | 18  | 8  | 4 | 6  | 024:260 | −2    | 28     |
| 10. | Once Caldas                | 18  | 7  | 4 | 7  | 032:280 | +4    | 25     |
| 11. | Atlético Huila             | 18  | 6  | 6 | 6  | 030:260 | +4    | 24     |
| 12. | Envigado FC                | 18  | 6  | 5 | 7  | 023:300 | −7    | 23     |
| 13. | Cúcuta Deportivo           | 18  | 5  | 5 | 8  | 014:210 | −7    | 20     |
| 14. | Millonarios                | 18  | 5  | 4 | 9  | 022:290 | −7    | 19     |
| 15. | Deportivo Pereira          | 18  | 4  | 6 | 8  | 023:280 | −5    | 18     |
| 16. | América de Cali            | 18  | 4  | 4 | 10 | 018:280 | −10   | 16     |
| 17. | Cortuluá (N)               | 18  | 4  | 3 | 11 | 019:320 | −13   | 15     |
| 18. | Deportes Quindío           | 18  | 4  | 2 | 12 | 009:220 | −13   | 14     |

| (M) | Meister Finalización 2009: Independiente Medellín     |
| (N) | Aufsteiger aus der Categoría Primera B 2009: Cortuluá |
| (P) | Pokalsieger 2009: Santa Fe                            |

### Finalrunde

#### Halbfinale
Die Spiele wurden vom 19. bis 23. Mai 2010 ausgetragen.
|            | Gesamt        |                        | Hinspiel | Rückspiel |
| ---------- | ------------- | ---------------------- | -------- | --------- |
| La Equidad | 3:3 (3:1 i.E) | Deportes Tolima        | 2:2      | 1:1       |
| Junior     | 3:2           | Independiente Medellín | 3:1      | 0:1       |

#### Finale
| Datum                                   |            | Ergebnis  |            | Ort          |
| --------------------------------------- | ---------- | --------- | ---------- | ------------ |
| 26.05.2010                              | La Equidad | 1:0 (1:0) | Junior     | Bogotá       |
| 02.06.2010                              | Junior     | 3:1 (2:0) | La Equidad | Barranquilla |
| Gesamt:                                 | La Equidad | 2:3       | Junior     |              |
| damit wurde Junior Meister der Apertura |            |           |            |              |

### Torschützenliste
Bei gleicher Anzahl von Treffern sind die Spieler alphabetisch geordnet.
| Pl. | Spieler         | Mannschaft        | Tore |
| --- | --------------- | ----------------- | ---- |
| 1.  | Carlos Bacca    | Junior            | 12   |
| 1.  | Carlos Rentería | La Equidad        | 12   |
| 3.  | Franco Arizala  | Deportes Tolima   | 11   |
| 3.  | Giovanni Moreno | Atlético Nacional | 11   |
| 3.  | Fernando Uribe  | Once Caldas       | 11   |
| 6.  | Luis Muriel     | Deportivo Cali    | 09   |

## Finalización
In der ersten Phase spielten alle 18 Mannschaften im Ligamodus einmal gegeneinander, zusätzlich gab es einen Spieltag mit Clásicos, an dem Spiele mit Derby-Charakter ausgetragen wurden. Die ersten acht Mannschaften qualifizierten sich für zwei Halbfinal-Gruppen. In der zweiten Phase spielten in zwei Gruppen jeweils vier Mannschaften mit Hin- und Rückspielen zwei Finalteilnehmer aus, die den Meister ermittelten.

### Ligaphase

#### Tabelle
| Pl. | Verein                 | Sp. | S  | U  | N  | Tore    | Diff. | Punkte |
| --- | ---------------------- | --- | -- | -- | -- | ------- | ----- | ------ |
| 1.  | Deportes Tolima        | 18  | 11 | 3  | 4  | 035:150 | +20   | 36     |
| 2.  | Once Caldas            | 18  | 11 | 3  | 4  | 034:260 | +8    | 36     |
| 3.  | Santa Fe (P)           | 18  | 10 | 5  | 3  | 026:130 | +13   | 35     |
| 4.  | Atlético Nacional      | 18  | 10 | 3  | 5  | 025:230 | +2    | 33     |
| 5.  | Deportes Quindío       | 18  | 9  | 4  | 5  | 025:200 | +5    | 31     |
| 6.  | Atlético Huila         | 18  | 8  | 6  | 4  | 028:240 | +4    | 30     |
| 7.  | Cúcuta Deportivo       | 18  | 8  | 4  | 6  | 024:180 | +6    | 28     |
| 8.  | La Equidad             | 18  | 8  | 4  | 6  | 023:230 | ±0    | 28     |
| 9.  | Deportivo Cali         | 18  | 6  | 8  | 4  | 031:230 | +8    | 26     |
| 10. | América de Cali        | 18  | 7  | 4  | 7  | 025:230 | +2    | 25     |
| 11. | Independiente Medellín | 18  | 5  | 9  | 4  | 022:220 | ±0    | 24     |
| 12. | Millonarios            | 18  | 6  | 4  | 8  | 025:250 | ±0    | 22     |
| 13. | Boyacá Chicó           | 18  | 5  | 6  | 7  | 016:260 | −10   | 21     |
| 14. | Junior (M)             | 18  | 2  | 10 | 6  | 021:280 | −7    | 16     |
| 15. | Real Cartagena         | 18  | 3  | 6  | 9  | 017:280 | −11   | 15     |
| 16. | Cortuluá (N)           | 18  | 3  | 4  | 11 | 014:300 | −16   | 13     |
| 17. | Deportivo Pereira      | 18  | 0  | 9  | 9  | 012:220 | −10   | 09     |
| 18. | Envigado FC            | 18  | 1  | 6  | 11 | 019:320 | −13   | 09     |

| (M) | Meister Apertura 2010: Junior                         |
| (N) | Aufsteiger aus der Categoría Primera B 2009: Cortuluá |
| (P) | Pokalsieger 2009: Santa Fe                            |

### Halbfinal-Phase

#### Gruppe A
| Pl. | Verein          | Sp. | S | U | N | Tore    | Diff. | Punkte |
| --- | --------------- | --- | - | - | - | ------- | ----- | ------ |
| 1.  | Deportes Tolima | 6   | 3 | 2 | 1 | 011:900 | +2    | 11     |
| 2.  | Santa Fe        | 6   | 3 | 1 | 2 | 008:600 | +2    | 10     |
| 3.  | Atlético Huila  | 6   | 2 | 1 | 3 | 009:100 | −1    | 07     |
| 4.  | La Equidad      | 6   | 1 | 2 | 3 | 004:700 | −3    | 05     |

#### Gruppe B
| Pl. | Verein            | Sp. | S | U | N | Tore    | Diff. | Punkte |
| --- | ----------------- | --- | - | - | - | ------- | ----- | ------ |
| 1.  | Once Caldas       | 6   | 4 | 1 | 1 | 014:700 | +7    | 13     |
| 2.  | Cúcuta Deportivo  | 6   | 2 | 3 | 1 | 007:600 | +1    | 09     |
| 3.  | Deportes Quindío  | 6   | 2 | 0 | 4 | 007:120 | −5    | 06     |
| 4.  | Atlético Nacional | 6   | 1 | 2 | 3 | 009:120 | −3    | 05     |

### Finale
| Datum                                            |                 | Ergebnis  |                 | Ort       |
| ------------------------------------------------ | --------------- | --------- | --------------- | --------- |
| 15.12.2010                                       | Deportes Tolima | 2:1 (1:1) | Once Caldas     | Ibagué    |
| 19.12.2010                                       | Once Caldas     | 3:1 (1:0) | Deportes Tolima | Manizales |
| Gesamt:                                          | Deportes Tolima | 3:4       | Once Caldas     |           |
| damit wurde Once Caldas Meister der Finalización |                 |           |                 |           |

### Torschützenliste
Bei gleicher Anzahl von Treffern sind die Spieler alphabetisch geordnet.
| Pl. | Spieler           | Mannschaft       | Tore |
| --- | ----------------- | ---------------- | ---- |
| 1.  | Wilder Medina     | Deportes Tolima  | 16   |
| 1.  | Dayro Moreno      | Once Caldas      | 16   |
| 3.  | Wilson Carpintero | Cúcuta Deportivo | 14   |
| 4.  | Fernando Uribe    | Once Caldas      | 13   |
| 5.  | Martín Morel      | Deportivo Cali   | 11   |
| 6.  | Yovanny Arrechea  | Millonarios      | 10   |
| 6.  | Jorge Perlaza     | Deportes Tolima  | 10   |
| 6.  | Carlos Rodas      | Deportes Quindío | 10   |

## Gesamttabelle
Für die Reclasificación wurden alle Spiele der Spielzeit 2010 sowohl der Ligaphase als auch der Finalrunde zusammengezählt, um die weiteren Teilnehmer neben den jeweiligen Meistern der Halbserien an den kontinentalen Wettbewerben zu ermitteln.
| Pl. | Verein                 | Sp. | S  | U  | N  | Tore    | Diff. | Punkte |
| --- | ---------------------- | --- | -- | -- | -- | ------- | ----- | ------ |
| 1.  | Deportes Tolima        | 46  | 25 | 11 | 10 | 088:520 | +36   | 86     |
| 2.  | Once Caldas            | 44  | 23 | 8  | 13 | 084:640 | +20   | 77     |
| 3.  | Santa Fe               | 42  | 22 | 9  | 11 | 059:420 | +17   | 75     |
| 4.  | La Equidad             | 46  | 19 | 12 | 15 | 061:600 | +1    | 69     |
| 5.  | Atlético Nacional      | 42  | 19 | 6  | 17 | 061:600 | +1    | 63     |
| 6.  | Atlético Huila         | 42  | 16 | 13 | 13 | 067:600 | +7    | 61     |
| 7.  | Independiente Medellín | 38  | 15 | 15 | 8  | 053:420 | +11   | 60     |
| 8.  | Cúcuta Deportivo       | 42  | 15 | 12 | 15 | 045:450 | ±0    | 57     |
| 9.  | Deportivo Cali         | 36  | 15 | 11 | 10 | 059:430 | +16   | 56     |
| 10. | Junior                 | 40  | 13 | 15 | 12 | 052:480 | +4    | 54     |
| 11. | Deportes Quindío       | 42  | 15 | 6  | 21 | 041:540 | −13   | 51     |
| 12. | Boyacá Chicó           | 36  | 13 | 11 | 12 | 041:500 | −9    | 50     |
| 13. | Real Cartagena         | 36  | 11 | 10 | 15 | 041:550 | −14   | 43     |
| 14. | Millonarios            | 36  | 11 | 8  | 17 | 047:540 | −7    | 41     |
| 15. | América de Cali        | 36  | 11 | 8  | 17 | 043:510 | −8    | 41     |
| 16. | Envigado FC            | 36  | 7  | 11 | 18 | 042:620 | −20   | 32     |
| 17. | Cortuluá               | 36  | 7  | 7  | 22 | 033:620 | −29   | 28     |
| 18. | Deportivo Pereira      | 36  | 4  | 15 | 17 | 035:500 | −15   | 27     |

## Abstiegstabelle
Für die Abstiegstabelle werden die Hin- und Rückserien der Jahre 2008, 2009 und 2010 zusammengezählt. Dabei wird die Gesamtpunktzahl durch die Anzahl der in der Ligaphase gespielten Spiele geteilt und hochgerechnet. Direkter Absteiger war Cortuluá, während Envigado FC die Relegation gegen den Zweiten der Categoría Primera B, Deportivo Pasto spielen musste.
| Pl. | Verein                 | Sp. | T   | GT  | Diff. | Pkt. | Prom. |
| --- | ---------------------- | --- | --- | --- | ----- | ---- | ----- |
| 18. | Cortuluá               | 108 | 128 | 167 | −37   | 118  | 1.093 |
| 17. | Envigado FC            | 108 | 138 | 167 | −29   | 123  | 1.139 |
| 16. | Deportivo Pereira      | 108 | 126 | 137 | −11   | 128  | 1.185 |
| 15. | Real Cartagena         | 108 | 136 | 160 | −24   | 133  | 1.231 |
| 14. | América de Cali        | 108 | 146 | 146 | 0     | 133  | 1.231 |
| 13. | Cúcuta Deportivo       | 108 | 98  | 112 | −14   | 134  | 1.241 |
| 12. | Millonarios            | 108 | 136 | 135 | 0+1   | 136  | 1.259 |
| 11. | Deportes Quindío       | 108 | 120 | 140 | −20   | 137  | 1.269 |
| 10. | Atlético Huila         | 108 | 148 | 151 | 0−3   | 146  | 1.352 |
| 9.  | Once Caldas            | 108 | 152 | 151 | 0+1   | 152  | 1.407 |
| 8.  | Atlético Nacional      | 108 | 126 | 129 | 0-3   | 156  | 1.444 |
| 7.  | Boyacá Chicó           | 108 | 144 | 146 | 0−2   | 156  | 1.444 |
| 6.  | Junior                 | 108 | 162 | 130 | +32   | 161  | 1.491 |
| 5.  | Deportivo Cali         | 108 | 161 | 134 | +27   | 162  | 1.500 |
| 4.  | Independiente Medellín | 108 | 148 | 119 | +29   | 164  | 1.519 |
| 3.  | La Equidad             | 108 | 132 | 119 | +13   | 169  | 1.565 |
| 2.  | Santa Fe               | 108 | 145 | 118 | +27   | 173  | 1.602 |
| 1.  | Deportes Tolima        | 108 | 159 | 126 | +33   | 179  | 1.657 |

### Relegation
| Datum      |                 | Ergebnis |                 | Ort      |
| ---------- | --------------- | -------- | --------------- | -------- |
| 11.12.2010 | Deportivo Pasto | 0:1      | Envigado FC     | Pasto    |
| 14.12.2010 | Envigado FC     | 2:0      | Deportivo Pasto | Envigado |
| Gesamt:    | Deportivo Pasto | 0:3      | Envigado FC     |          |

Envigado FC gewann beide Spiele gegen Deportivo Pasto und blieb somit in der ersten Liga